# Bronisław Malinowski
Bronislaw Kasper Malinowski (sinh tại Ba Lan; 1884 – 1942), nhà nhân học Anh gốc Ba Lan, được xem là một trong những nhà nhân học nổi tiếng nhất của thế kỷ XX.
Vào năm 1914, ông đến hòn đảo Trobiand, thuộc Melanesia để nghiên cứu văn hóa xứ này. Bài viết đầu tiên của ông theo phương pháp dân tộc ký, The Natives of Mailu (1915), là sự khẳng định rõ ràng cho lý thuyết và phương pháp của ông. Những công trình tiếp sau đó như: Argonauts of the Western Pacific (1922), Crime and Custom in Savage Society (1926), The Sexual Life of Savage in Northwestern Melanesia (1929) and Coral Gardens and Their Magic (1935), phát triển phương pháp miêu tả và diễn giải trong nhân học 
Ông trở thành một trong những nhà nhân học quan trọng ở Châu Âu khi xuất bản cuốn Argonauts of the Western Pacific (1922), được xem là người đóng góp cho sự phát triển ngành nhân học xã hội của nước Anh. Và ông có ảnh hưởng đến một thế hệ nghiên cứu nhân học Mỹ khi ông sang Mỹ giảng dạy tại trường Đại học Yale trong thời điểm chiến tranh thế giới thứ hai nổ ra. Ông sống ở Mỹ cho đến cuối đời do đó một số người nhầm lẫn ông là nhà nhân học Mỹ, nhưng ông có sự cống hiến lớn đối với ngành nhân học của nước Anh.

## Cuộc đời
Bronislaw Malinowski sinh tại Kraków (Ba Lan) vào ngày 7 tháng 4 năm 1884, là con duy nhất của Jozef (Lacek) và Lucian Malinowski. Ông được thừa hưởng sự giáo dục từ người cha (1839 – 1898) là giáo sư của trường Đại học Jagiellonian tại Kraków.
Vào năm 1908, ông nhận bằng Tiến sĩ chuyên ngành Triết học tại trường Đại học Jagiellonian, ông cũng đã từng chú tâm đến toán học và vật lý học. Sau khi đọc quyển sách The Golden Bough của James Frazer, ông quyết định trở thành nhà nhân học và xin vào trường Đại học Leipzig để nghiên cứu, dưới sự chỉ dẫn của nhà kinh tế học Karl Bucher và nhà tâm lý học Wilhelm Wundt.
Năm 1910, ông đến nước Anh học tại trường LSE (Học viện Kinh tế và Chính trị London) dưới sự hướng dẫn của Gs C.G.Seligman và Edvard Westermarck. Trong suốt những năm 1914 đến năm 1918, ông sống tại Melanesia để nghiên cứu và công bố các công trình của mình.
Năm 1916, ông kết hôn với Elsie Rosaline Masson. Họ có ba người con gái: Josef Maria, Wanda và Helen. Một năm sau đó, họ rời nước Úc đến nước Anh sinh sống. Đến năm 1921, Malinowski giảng dạy tại trường LSE. Vào năm 1927, ông trở thành người đầu tiên trong ngành nhân học của LSE[2].
Vào năm 1933, ông đến Mỹ lần hai, là giảng viên được mời giảng dạy cho trường Đại học Cornell. Hai năm sau, vợ ông mất, ông được phong danh hiệu Tiến sĩ khoa học danh dự của Đại học Harvard. Vào năm 1938, ông đến và sinh sống ở Mỹ cho đến cuối đời.
Ông đã để lại một khối lượng lớn tài liệu liên quan đến cuộc sống của ông và công việc, trong đó là những tư liệu điền dã, những bài giảng của ông ở các trường Đại học như LSE, Yale và những trường khác; những bài viết được in thành sách hoặc chưa được công bố, và, những giấy tờ cá nhân như nhật ký và thư từ của gia đình. Có khoảng 1000 hình ảnh được chụp trong những chuyến điền dã của ông trên đảo Trobiand giữa những năm 1915 cho đến năm 1918. Những bức ảnh cung cấp cuộc sống của người dân trên đảo và cách sinh hoạt trong các làng. Những tấm ảnh đã được lưu lại và có thể xem thêm trên Thư mục lưu trữ (Archives Catalogue) của thư viện LSE[3].

## Các công trình nghiên cứu
- Malinowski, B. (1913). The family among the Australian Aborigines: a sociological study. "London: University of London Press.

- Malinowski, B. (1922). Argonauts of the Western Pacific: An account of native enterprise and adventure in the Archipelagoes of Melanesian New Guinea. London: Routledge and Kegan Paul.

- Malinowski, B. (1924). Mutterrechtliche Familie und Ödipus-Komplex. Eine psychoanalytische Studie" (bằng tiếng Đức). Leipzig: Internationaler Psychoanalytischer Verlag.

- Malinowski, B. (1926). Myth in primitive psychology. London: Norton.

- Malinowski, B. (1926). Crime and custom in savage society. New York: Harcourt, Brace & Co.

- Malinowski, B. (1927). Sex and Repression in Savage Society. London: Kegan Paul, Trench, Trubner & Co.

- - Malinowski, B. (2019). Tình dục và ức chế ở xã hội man dã. Phạm Minh Quân dịch. Hà Nội: Nxb Thế giới và Song Thuy Bookstore.

- Malinowski, B. (1929). The Sexual Life of Savages in North-Western Melanesia. An Ethnographic Account of Courtship, Marriage, and Family Life Among the Natives of the Trobriand Islands, British New Guinea. H. Ellis. London.{{Chú thích sách}}:  Quản lý CS1: địa điểm thiếu nhà xuất bản (liên kết)

- Malinowski, B. (1935). Coral gardens and their magic. E.R. Leach, J. Berry. London: Allen & Unwin.

- Malinowski, B. (1944). A Scientific Theory of Culture and Others Essays. Chapel Hill, N. Carolina: The University of North Carolina Press.

- Malinowski, B. (1947). Freedom & Civilization. London.{{Chú thích sách}}:  Quản lý CS1: địa điểm thiếu nhà xuất bản (liên kết)

- Malinowski, B. (1946). P.M. Kaberry (biên tập). The Dynamics of Culture Change: An Inquiry Into Race Relations in Africa. New Haven: Yale University Press.

- Malinowski, B. (1948). Magic, Science and Religion and Other Essays. Glencoe, Illinois: The Free Press.

- Malinowski, B. (1967). A Diary in the Strict Sense of the Word. New York: Harcourt, Brace & World.

- Malinowski, B. (1993). R.J. Thornton & P. Skalnik (biên tập). The early writings. Cambridge: Cambridge University Press.